# Junri Namigata
Junri Namigata (jap. 波形純理 Namigata Junri; ur. 5 lipca 1982 w Koshigayi) – japońska tenisistka o statusie profesjonalnym.

## Kariera tenisowa
W rozgrywkach ITF wygrała siedem turniejów singlowych i dwadzieścia pięć deblowych. Największym osiągnięciem w turniejach wielkoszlemowych było osiągnięcie I rundy turnieju deblowego Wimbledonu w 2008 roku w parze z Ayumi Moritą oraz I rundy w singlu w Australian Open i Roland Garros w 2011.

## Finały turniejów WTA
| Legenda                     | Legenda |
| --------------------------- | ------- |
| Wielki Szlem                |         |
| Igrzyska olimpijskie        |         |
| WTA Tour Championships      |         |
| 1988 – 2008                 |         |
| Kategoria I                 |         |
| Kategoria II                |         |
| Kategoria III               |         |
| Kategoria IV                |         |
| Kategoria V                 |         |
| 2009 – 2020                 |         |
| WTA Premier Mandatory       |         |
| WTA Premier 5               |         |
| WTA Premier                 |         |
| WTA International Series    |         |
| WTA 125K series (2012–2020) |         |

### Gra podwójna 2 (1-1)
| Końcowy wynik | Nr | Data                | Turniej  | Nawierzchnia | Partnerka        | Przeciwniczki          | Wynik finału |
| ------------- | -- | ------------------- | -------- | ------------ | ---------------- | ---------------------- | ------------ |
| Finalistka    | 1. | 7 października 2007 | Bangkok  | Twarda       | Ayumi Morita     | Sun Tiantian Yan Zi    | walkower     |
| Zwyciężczyni  | 1. | 27 lipca 2014       | Nanchang | Twarda       | Chuang Chia-jung | Chan Chin-wei Xu Yifan | 7:6(4), 6:3  |

## Wygrane turnieje rangi ITF
| turnieje z pulą nagród 100 000 $ |
| turnieje z pulą nagród 75 000 $  |
| turnieje z pulą nagród 50 000 $  |
| turnieje z pulą nagród 25 000 $  |
| turnieje z pulą nagród 15 000 $  |
| turnieje z pulą nagród 10 000 $  |

### Gra pojedyncza
|    | Data       | Turniej  | Kat. | ($)    | Naw.     | Finalistka       | Wynik            |
| 1. | 15/07/2007 | Miyazaki | ITF  | 25 000 | dywanowa | Zhang Shuai      | 6:4, 6:2         |
| 2. | 31/05/2009 | Gunma    | ITF  | 25 000 | dywanowa | Hsu Wen-hsin     | 6:1, 6:1         |
| 3. | 19/07/2009 | Miyazaki | ITF  | 25 000 | dywanowa | Shiho Akita      | 6:2, 7:5         |
| 4. | 09/05/2010 | Fukuoka  | ITF  | 50 000 | dywanowa | Nikola Hofmanova | 6:1, 6:2         |
| 5. | 08/08/2010 | Pekin    | ITF  | 75 000 | twarda   | Zhang Shuai      | 7:6, 6:2         |
| 6. | 31/08/2014 | Tsukuba  | ITF  | 25 000 | twarda   | Chang Kai-chen   | 6:0, 7:6(3)      |
| 7. | 01/09/2019 | Nanao    | ITF  | 25 000 | dywanowa | Ayano Shimizu    | 7:6(5), 4:6, 6:2 |